# Saint-Méen-le-Grand
Saint-Méen-le-Grand là một xã trong tỉnh Ille-et-Vilaine, thuộc vùng hành chính Bretagne của nước Pháp, có dân số là 3566 người (thời điểm 1999). Xã nằm khoảng 43 km phía tây của Rennes và 62 km phía nam của Saint-Malo. Trước 1918 xã có tên là Saint-Méen.

## Các thành phố kết nghĩa
- Halwhistle Anh

## Những người con của thành phố
- Louison Bobet, vận động viên đua xe đạp, đoạt giải Tour de France 3 lần.
- Frédéric Guesdon, vận động viên đua xe đạp

## Dân số
Người dân ở Saint-Méen-le-Grand được gọi là Mévennais.
| Năm | 1962 | 1968 | 1975 | 1982 | 1990 | 1999 | 2005 |
| --- | ---- | ---- | ---- | ---- | ---- | ---- | ---- |
| Dân số | 2887 | 3063 | 3358 | 3742 | 3729 | 3566 | 3943 |
| From the year 1962 on: No double counting—residents of multiple communes (e.g. students and military personnel) are counted only once. |      |      |      |      |      |      |      |